# Веприцька сільська рада (Гадяцький район)
Веприцька сільська рада — колишній орган місцевого самоврядування у Гадяцькому районі Полтавської області з центром у селі Веприк.

## Населені пункти
Сільраді були підпорядковані населені пункти:
- c. Веприк